# 三杀
三殺（英語：Triple play），也稱為三殺打或三殺守備，為棒球名詞，原則上就是雙殺的延伸，主要是在棒球比赛中，一二壘有人、一三壘有人、二三壘有人或滿壘且無人出局的狀態下，防守方以連續的守備動作使攻方三名球員出局的行為。三殺可以進行多種方式進行，其中大部分是第一個和第二個壘包有人，將球打到游擊手或三壘手，被迫前往三壘而出局，球又被傳到二壘形成第二人出局，然後再刺殺前進一壘的跑者。
而三殺守備則是說，壘包上一二壘皆有人時，當打者打出平飛球，通常是被二壘手或游擊手給接殺出局，然後二壘手或游擊手在二壘往三壘推進的跑者來不及回壘時將其觸殺，然後再傳往一壘，一壘手接到球後則在對方一壘往二壘跑者回壘不及時將其觸殺出局；或者是二壘手直接在完成飛球接殺並觸殺回壘不及的二壘往三壘推進的跑者後，再將一壘往二壘推進的跑者直接觸殺，也仍構成三殺守備。
在棒球比賽中，三殺守備非常罕見。

## 外部連結
- One of six lists (2000-19) of all MLB triple plays （页面存档备份，存于） on Retrosheet, with links to the other five
- List of all MLB triple plays （页面存档备份，存于） at Baseball Almanac
- 三杀在台灣棒球維基館上的頁面（繁體中文）